# Ватари, Ватару
Ватару Ватари (яп. 渡 航 Ватари Ватару, 24 января 1987) — японский писатель и сценарист. Известен прежде всего как автор серии ранобэ My Youth Romantic Comedy Is Wrong, As I Expected. Также известен под псевдонимом «Ватарин» (яп. わたりん).

## Биография
Ватару родился 24 января 1987 года в городе Тиба, столице префектуры Тиба. Во время обучения в старшей школе он был членом волейбольной секции, но покинул её из-за строгой иерархии внутри команды, позднее работал на полставки в семейном ресторане и круглосуточном магазине. Решил попробовать стать писателем, когда ему на глаза попалось объявление о конкурсе ранобэ Shogakukan. На тот момент он уже провалил не одно собеседование и боялся так и не найти работу по окончании университета. История для конкурса стала его первым когда-либо написанным произведением. Он закончил её за одно лето, учась на четвёртом курсе. По собственному утверждению, в 2014—2015 годах работал и днём, и ночью.
В 2009 году Ватару Ватари стал лауреатом премии издательства Shogakukan. Его работы были оценены членом жюри Ромэо Танакой так: «Имеющие твёрдую структуру, не выходя за рамки стиля», «Мастерство, близкое к совершенству». Несколько лет подряд работы Ватару занимали высокие позиции в ежегодном книжном рейтинге Oricon: 18-е место в 2013 году, 14-е место в 2014 году и 9-е место в 2015 году.

## Работы
Книги
- My Youth Romantic Comedy Is Wrong, As I Expected
- Qualidea Code
- Gi(a)rlish Number

Другое
- Qualidea Code — сценарий аниме
- Gi(a)rlish Number — сценарий аниме
- Get Up! Get Live! — автор концепта
- My Youth Romantic Comedy Is Wrong, As I Expected — сценарий аниме
- Domestic Girlfriend — сценарий отдельных серий
- The Saint’s Magic Power Is Omnipotent (2021) — сценарий аниме